# Takeshi Terauchi
Pour les articles homonymes, voir Terauchi.
Takeshi Terauchi (寺内タケシ, Terauchi Takeshi, né le 17 janvier 1939 à Tsuchiura, Préfecture d'Ibaraki, Japon), et mort le 18 juin 2021), connu sous le nom de Terry, est un guitariste japonais de rock instrumental. Sa guitare préférée est la Mosrite blanche. Sa musique est caractérisée par une chasse frénétique, une utilisation intensive du vibrato et l'importante fréquence du trémolo du bras de sa guitare. Sa devise est « aucun son si ce n'est la guitare ».

## Biographie
Le Japon découvre la musique rock par l’entremise de groupes tels que The Animals, The Shadows et The Ventures qui, par leurs influences, donneront naissance à des groupes locaux de musique dite eleki (« électrique » en japonais). Terauchi a commencé sa carrière en jouant de la guitare rythmique pour le groupe Jimmy Tokita and The Mountain Playboys, qui avait alors comme bassiste Chosuke Ikariya. En 1962, il forme son premier groupe The Blue Jeans. Le groupe se dissout en 1966, et il forme alors The Bunnys qu'il quittera en 1968. L'année suivante, en 1967, il crée son label Teraon. En 1969, il reforme The Blue Jeans toujours actuellement actif. D'ailleurs, le 26 novembre 2008, le groupe sorte un nouvel album intitulé Mr Legend.
Peu connus en France, Takeshi Terauchi et ses groupes se sont pourtant produits à travers le monde, principalement en Russie, au Brésil, en Argentine, aux États-Unis (dont Hawaï).
La chanson Summer Boogaloo a été utilisée pour la campagne de pub de Lu pour ses « Mikado » en 2013.

## Discographie partielle

### Albums
- 1964 : Korezo Surfing
- 1966 : Blue Jeans Golden Album
- 1966 : Let's Go Eleki-Bushi
- 1966 : Let's Go Terry!
- 1967 : Let's Go Classics
- 1967 : Seicho Terauchi Bushi
- 1967 : The World Is Waiting For Terry
- 1969 : Let's Go Blue Jeans
- 1970 : Eleki Ippon Gunka de Shobu Totsugeki
- 1970 : Eleki Ippon Enka de Shobu
- 1972 : Manatsu no Umi wo Buttobase
- 1973 : Rashomon
- 1974 : Tsugaru Jongara
- 1978 : Ucheiyu Perry Rhodan Yori
- 1992 : Notteke Wave
- 1996 : Catch A Wave
- 2003 : Ereki Tengoku: Early Times 1964-1965
- 2008 : Mr Legend

## Filmographie
- Eleki no Wakadaishō (エレキの若大将?) (1965).